# Schizophragma integrifolium
Schizophragma integrifolium là một loài thực vật có hoa trong họ Tú cầu. Loài này được Oliv. miêu tả khoa học đầu tiên năm 1890.